# Ingo Schulze
Ingo Schulze (Dresde, 15 de diciembre de 1962) es un novelista y dramaturgo alemán.

## Biografía

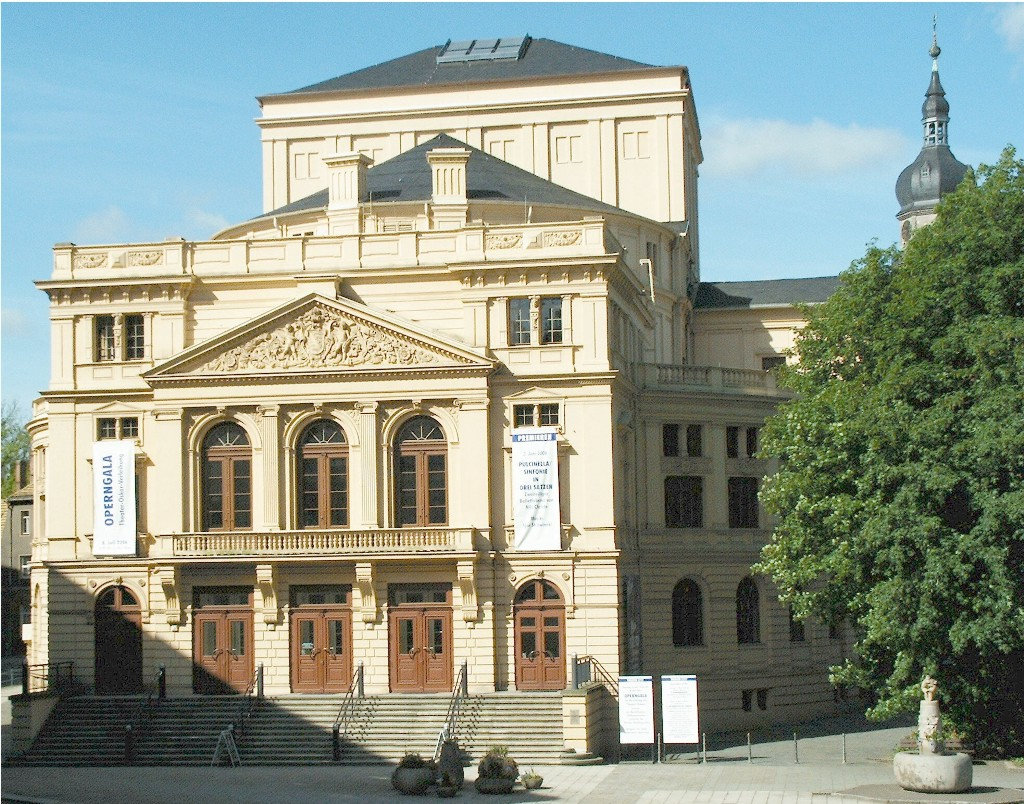
Landestheather Altenburg, Altenburgo.

Ingo Schulze nació el 15 de diciembre de 1962 en Dresde, la capital del estado federado de Sajonia en Alemania. Hijo de un profesor de física y una doctora, creció en la República Democrática Alemana (DDR) y obtuvo el título bachiller en la Dresdner Kreuzschule en 1981; tras pasar por la Armada Popular Nacional (NVA), estudió Filología clásica en la Universidad de Jena.
Al concluir sus estudios trabajó durante dos años como dramaturgo en el Landestheather Altenburg. Tras la disolución de la DDR, creó, junto con otros editores el Altenburger Wochenblatt que duraría hasta 1992.
En 1993 viajó a Rusia y permaneció allí durante seis meses, allí escribió su primera novela 33 momentos de felicidad (33 Augenblicke des Glücks). En 1996 vivió en Nueva York, allí tomo contacto con algunos autores como Raymond Carver y con cineastas como Robert Altman, que utilizan sistema de narración basado en pequeños relatos, que utilizaría en su novela Simple Stories.
En la actualidad vive con su mujer y sus dos hijas en Berlín y trabaja como escritor independiente.

## Literatura

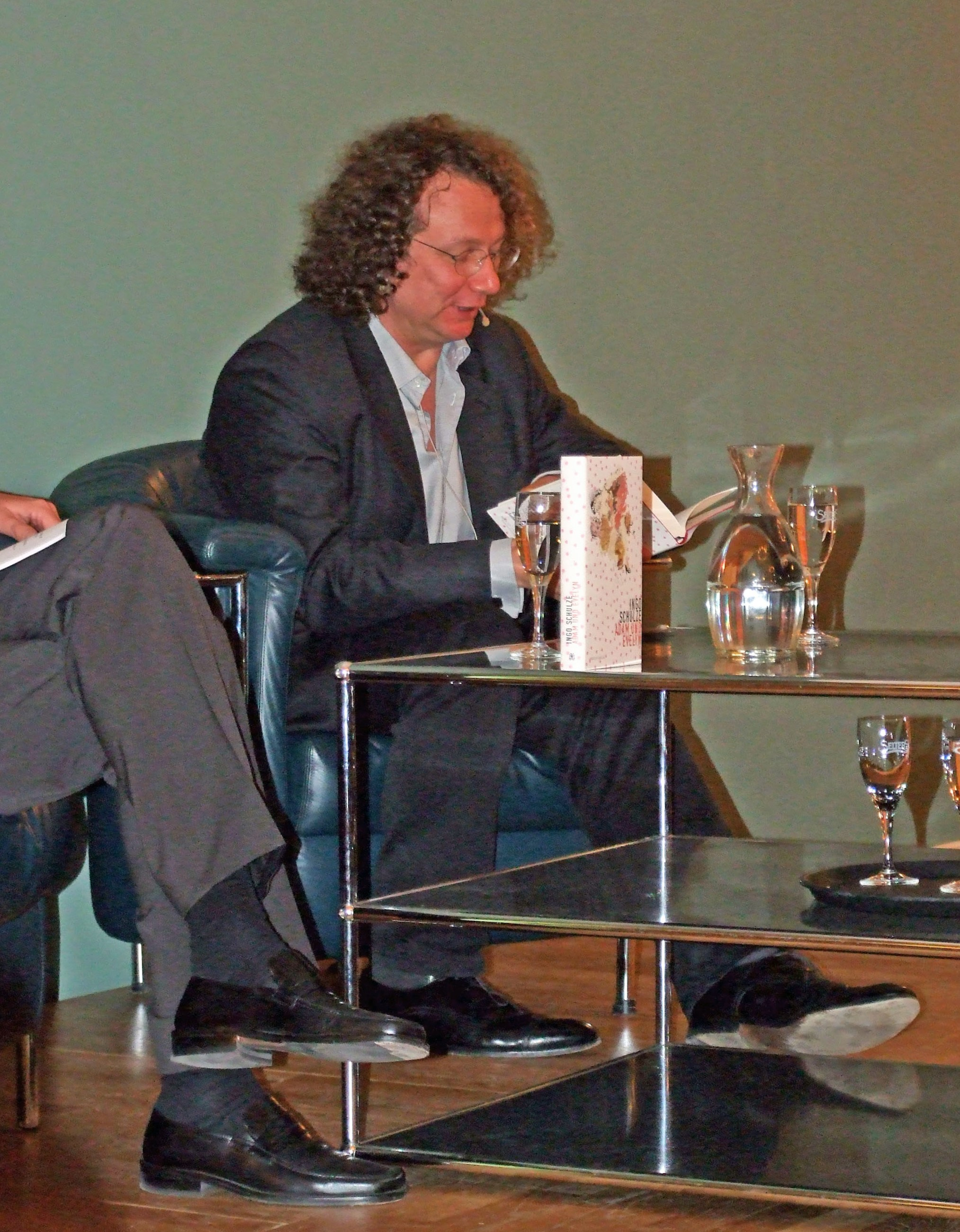
IngoSchulze lee Adam and Evelyn, en 2008.

Su estancia en San Petersburgo le influyó para escribir su primera novela, 33 Momentos de felicidad. En esta obra se incluye a él mismo como un editor y a algunos periodistas alemanes. Antes de la publicación de la obra, publicó los primeros capítulos en la revista New Yorker y en el Frankfurter Allgemeine, lo que también influyó en su éxito inmediato. Aunque escribió algunas obras con anterioridad que él mismo desechó por no estar a la altura que el esperaba.
En 1998 publicó Historias simples, una obra ambientada en Altenburgo, donde él había vivido y trabajado. En 2005 publicó Neue leben, una obra que narra la vida de Enrico Türmer, un autor y redactor, y de la vida de su hermana y un amigo, en el año de la reunificación alemana. Con motivo del 800 aniversario de su ciudad natal, Dresden, escribió un ensayo basado en el conocido “Mito de Dresden”.

## Obras
- 33 momentos de felicidad: basados en las aventuras recopiladas por los alemanes en Píter (33 augenblicke des glucks. Aus den abenteuerlichen aufzeichnungen)
- Historias simples
- Der Brief meiner Wirtin
- Von Nasen, Faxen und Ariadnefäden
- Mr. Neitherkorn und das Schicksal
- Würde ich nicht lesen, würde ich auch nicht schreiben
- Nuevas vidas: la juventud de Enrico Turmer en cartas y prosa (Neue Leben)
- Handy: reizehn storys in alter Manier, 2009
- Adam y Evelyn (Adam und Evelyn)
- One more Story
- En línea: trece historias a la manera antigua, 2009

## Opinión política
A comienzos del 2012 Ingo publicó en el Süddeutsche Zeitung contra el expolio social y en su discurso escrito para la ciudad de Dresde se sitúa contra la democracia basada en el movimiento del mercado.

## Premios
- Premio promoción Alfred Döblin.
- Premio Ernst willner .
- Premio literario Aspekte…1995.
- Medalla Johannes Bobrowski..1998.
- Premio Josef Breitbach….2001.
- Premio Peter Weiss..............2006.
- Premio de la feria del libro de Leipzig…2007.
- Premio Brecht…………….2013.
- En 2006 pasó a formar parte de la Academia de las artes de Berlín, y de la Academia de alemana de la lengua y el arte poético de Darmstadt.

## Estilo y lenguaje
Schulze escribe en una prosa limpia y sin adornos, y la escritura es agradable y fácil de leer, aunque la trama argumental sea más complicada.
El autor utiliza el lenguaje para caracterizar a sus personajes, es decir, cada personaje tiene su propia forma de hablar ; con ello el autor nos expresa muchos matices que no percibiríamos de otro modo.